# کلیاشوو (شهرستان ایگلینسکی، باشقیرستان)
کلیاشوو (انگلیسی: Klyashevo, Iglinsky District, Republic of Bashkortostan) یک شهرک در شهرستان ایگلینسکی استان باشقیرستان کشور روسیه است.